# Опочтарение (фильм)
«Опочтарение» (англ. Going postal) — двухсерийный фильм 2010 года, экранизация одноимённого романа Терри Пратчетта, вышедшего в русском переводе под названием «Держи марку!». Фэнтезийная история о гениальном мошеннике Мойсте (в русском переводе Мокрице) фон Липвиге, которому пришлось возглавить почтамт.

## Сюжет
Мойста фон Липвига, хитроумного мошенника, приговорили к повешению за аферы, общий ущерб от которых составил 150000 Анк-Морпоркских долларов. Но глава города патриций Витинари даёт ему шанс на спасение — нужно возглавить пришедший в упадок Почтамт города Анк-Морпорка. Двадцать лет назад почтамт закрылся, и все эти годы неотправленные письма скапливались внутри здания. А появившиеся недавно Семафоры, которые могут доставить семафорограмму за считанные часы, окончательно похоронили саму идею почты.
На главном почтамте города Липвига ждут двое последних служащих, которые присматривают за зданием. Приступив к обязанностям Главного Почтмейстера, Мойст обнаруживает, что четыре его предшественника погибли при очень странных обстоятельствах. Оставшись, тем не менее, на ночь в здании, Мойст слышит голоса писем, которые хотят быть доставленными. Мойст решает начать возрождение почты с отправки скопленных за несколько лет писем. Но у него появляется серьёзный противник — директор семафорной компании Взяткер Позолот.

## В ролях
| Актёр/актриса         | Английское имя персонажа    | Русское имя персонажа            |
| --------------------- | --------------------------- | -------------------------------- |
| Ричард Койл           | Moist von Lipwig            | Мойст фон Липвиг                 |
| Дэвид Суше            | Reacher Gilt                | Взяткер Позолот                  |
| Клэр Фой              | Adora Belle Dearheart       | Ангела Добросерд                 |
| Николас Фаррелл       | Mr. Pump                    | мистер Помпа, голем (голос)      |
| Марникс ван ден Броке | Mr. Pump                    | мистер Помпа, голем (тело)       |
| Эндрю Сакс            | Tolliver Groat              | Грош                             |
| Чарльз Дэнс           | Patrician Havelock Vetinari | Хэвлок Витинари                  |
| Тэмзин Грейг          | Miss Cripslock              | мисс Крипслок (Сахарисса Резник) |
| Ингрид Бульсё Бердал  | Sgt. Angua                  | сержант Ангва                    |
| Стив Пембертон        | Drumknott                   | Стукпостук (Барабант)            |
| Тимоти Уэст           | Mustrum Ridcully            | аркканцлер Наверн Чудакулли      |
| Терри Пратчетт        | Postman                     | почтальон (камео)                |
| Пола Лэйн             | Princess                    | принцесса                        |

## Отзывы и оценки
- Телефильм получил положительные оценки в таких изданиях как The Guardian [2], Silver pettycoat [3], Den of Geek[4].
- Журнал «Мир фантастики» включил трилогию «Опочтарение», «Санта-Хрякус», «Цвет волшебства» в число лучших фэнтези-сериалов по версии журнала [5].

### Комментарии
1. ↑  Going postal — идиома в американском сленге: стать неудержимо злым, сойти с ума.
2. 1 2  В некоторых русских переводах его имя — Мокрист фон Губвиг.